# Запис Вукићевића храст (Опарић)
Запис Вукићевића храст (Опарић) се налази на парцели чији је власник Вукићевић Добривоје.

## Локација
| Општина             | Рековац                                                                     |
| Катастарска општина | Опарић                                                                      |
| Потес               | Деоница                                                                     |
| Координате          | 43° 44′ 45″ С; 21° 07′ 26″ И / 43.745800000000003° С; 21.123899999999999° И |
| Надморска висина    | 300m                                                                        |

## Карактеристике
Дендрометријске вредности утврђене на терену и сателитским снимцима:
| Стабло                     | Храст |
| Висина стабла              | m     |
| Обим дебла                 | m     |
| Пречник крошње             | 14m   |
| Пречник дебла              | m     |
| Висина дебла до прве гране | m     |

## База записа
Запис је у оквиру Викимедија пројекта "Запис - Свето дрво" заведен под редним бројем 0390.